# Jean-Pierre Mocky
Jean-Pierre Mocky (6. června 1933, Nice, Francie – 8. srpna 2019, Paříž) byl francouzský filmový režisér a herec.

## Filmografie
- 1964: La grande frousse Hrají: Bourvil, Jean-Louis Barrault
- 1968: Velké prádlo Hrají: Bourvil, Michael Lonsdale
- 1975: L'ibis rouge Hrají: Michel Serrault, Michel Simon
- 1986: Agent trouble Hrají: Catherine Deneuve, Richard Bohringer
- 1987: Le Miraculé Hrají: Michel Serrault, Jeanne Moreau
- 1993: Bonsoir Hrají: Michel Serrault, Claude Jade